# Bośnia i Hercegowina na Letnich Igrzyskach Olimpijskich 2008
Bośnię i Hercegowinę na Letnich Igrzyskach Olimpijskich 2008 reprezentowało 5 zawodników, którzy nie zdobyli żadnego medalu.
Bośnia i Hercegowina uczestniczyła w letnich igrzyskach olimpijskich po raz piąty.

## Wyniki zawodników

### Judo

#### Mężczyźni
| Zawodnik   | Konkurencja    | 1/16 finału              | 1/8 finału                 | Ćwierćfinały     | Półfinały        | Repasaże o brązowy medal | Repasaże o brązowy medal | Repasaże o brązowy medal | Repasaże o brązowy medal | Finał            | Pozycja | Źródło |
| Zawodnik   | Konkurencja    | 1/16 finału              | 1/8 finału                 | Ćwierćfinały     | Półfinały        | Runda 1.                 | Runda 2.                 | Runda 3.                 | O brąz                   | Finał            | Pozycja | Źródło |
| Zawodnik   | Konkurencja    | Przeciwnik Wynik         | Przeciwnik Wynik           | Przeciwnik Wynik | Przeciwnik Wynik | Przeciwnik Wynik         | Przeciwnik Wynik         | Przeciwnik Wynik         | Przeciwnik Wynik         | Przeciwnik Wynik | Pozycja | Źródło |
| ---------- | -------------- | ------------------------ | -------------------------- | ---------------- | ---------------- | ------------------------ | ------------------------ | ------------------------ | ------------------------ | ---------------- | ------- | ------ |
| Amel Mekić | Waga do 100 kg | Adler Volmar W 0200-0000 | Askat Żytkejew P 0000-1110 | NQ               | NQ               | T. Al-Enezi W 1100-0001  | Dániel Hadfi P 0011-1001 | NQ                       | NQ                       | NQ               | 9-12.   | [ 1 ]  |

### Lekkoatletyka

#### Konkurencje biegowe

##### Kobiety
| Zawodnik     | Konkurencja | Czas    | Pozycja | Źródło |
| ------------ | ----------- | ------- | ------- | ------ |
| Lucia Kimani | Maraton     | 2:35:47 | 42.     | [ 2 ]  |

#### Konkurencje techniczne

##### Mężczyźni
| Zawodnik   | Konkurencja    | Eliminacje | Eliminacje | Finał | Finał   | Źródło |
| Zawodnik   | Konkurencja    | Wynik      | Pozycja    | Wynik | Pozycja | Źródło |
| ---------- | -------------- | ---------- | ---------- | ----- | ------- | ------ |
| Hamza Alić | Pchnięcie kulą | 19.87      | 16.        | NQ    | NQ      | [ 3 ]  |

### Pływanie

#### Mężczyźni
| Zawodnik    | Konkurencja             | Eliminacje | Eliminacje | Półfinały | Półfinały | Finał | Finał   | Pozycja | Źródło |
| Zawodnik    | Konkurencja             | Czas       | Pozycja    | Czas      | Pozycja   | Czas  | Pozycja | Pozycja | Źródło |
| ----------- | ----------------------- | ---------- | ---------- | --------- | --------- | ----- | ------- | ------- | ------ |
| Nedim Nišić | 100 m stylem motylkowym | 57.16      | 7.         | NQ        | NQ        | NQ    | NQ      | 64.     | [ 4 ]  |

### Strzelectwo

#### Mężczyźni
| Zawodnik       | Konkurencja                          | Eliminacje | Eliminacje | Finał | Suma     | Pozycja | Źródło |
| Zawodnik       | Konkurencja                          | Wynik      | Pozycja    | Wynik | Suma     | Pozycja | Źródło |
| -------------- | ------------------------------------ | ---------- | ---------- | ----- | -------- | ------- | ------ |
| Nedžad Fazlija | Karabin pneumatyczny 10 m            | 588 pkt    | 35.        | NQ    | 588 pkt  | 35.     | [ 5 ]  |
| Nedžad Fazlija | Karabin małokalibrowy 3 postawy 50 m | 1148 pkt   | 43.        | NQ    | 1148 pkt | 43.     | [ 6 ]  |
| Nedžad Fazlija | Karabin małokalibrowy leżąc 50 m     | 586 pkt    | 45.        | NQ    | 586 pkt  | 45.     | [ 7 ]  |